# والنریا
والنریا (به ایتالیایی: Valnegra) یک کومونه در ایتالیا است که در استان برگامو واقع شده‌است.

## خصوصیات
والنریا ۲٫۱ کیلومترمربع مساحت و ۲۳۳ نفر جمعیت دارد و ۵۸۱ متر بالاتر از سطح دریا واقع شده‌است.